# Sérgio Fernando Silva Rodrigues
Sérgio Fernando Silva Rodrigues (n. 12 octombrie 1985, Castelo de Paiva, Portugalia), cunoscut mai mult ca Serginho, este un fotbalist portughez care evoluează la clubul Créteil pe postul de fundaș.